# Premier ministre du Bhoutan
Le Premier ministre du Bhoutan est le chef du gouvernement du Bhoutan. 
Depuis l'application de réformes constitutionnelles en 2008, le Premier ministre est issu d'élections législatives démocratiques, et appartient à un parti politique. Les premières élections se tinrent le 24 mars 2008, et furent remportées par Jigme Thinley,.

## Histoire

### Ministre en chef (1907-1952)

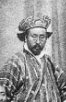
Ugyen Dorji (1855-1916), ministre en chef de 1907 à 1916

En 1907, le roi Ugyen Wangchuck crée le poste de ministre en chef, qui est occupé par Ugyen Dorji (en) de 1907 à 1916. Il est ensuite occupé par Sonam Topgay Dorji (en) jusqu'en 1952 date de sa suppression.

### Premier ministre (1952-1964)
En 1952, à la suite de la suppression du poste de ministre en chef, le poste de Premier ministre est créé avec comme premier titulaire Jigme Palden Dorji, beau frère du roi régnant Jigme Dorji Wangchuck. Son rôle était principalement de conseiller le roi. 
En 1964, à la suite de l'assassinat de Jigme Palden Dorji, Lhendup Dorji est nommé Premier ministre durant 2 jours, du 25 au 27 juillet 1964. Le poste est ensuite supprimé.

### De 1998 à aujourd'hui
Le roi Jigme Singye Wangchuck, dans un but de démocratiser le pays, recrée le poste de Premier ministre et nomme Jigme Thinley. 
Le roi nomme les Premiers ministres jusqu'en 2006, date de son abdication.
En 2008, ont lieu les premières élections législatives démocratiques du pays. Elles sont remportées par le Parti vertueux du Bhoutan (Druk Phuensum Tshogpa) et Jigme Thinley est nommé Premier ministre. A chaque fin de mandat, le roi nomme un premier ministre par intérim chargé d'organiser les élections.

## Liste des Premiers ministres du Bhoutan (depuis 1998)

### Sous le règne deJigme Singye Wangchuk
| N°  | Portrait | Nom (Naissance-Mort)         | Début du mandat  | Fin du mandat    | Parti Politique |
| --- | -------- | ---------------------------- | ---------------- | ---------------- | --------------- |
| 1   |          | Jigme Thinley (né en 1952)   | 20 juillet 1998  | 9 juillet 1999   | Indépendant     |
| 2   |          | Sangay Ngedup (né en 1953)   | 9 juillet 1999   | 20 juillet 2000  | Indépendant     |
| 3   |          | Yeshey Zimba (1952-2024)     | 20 juillet 2000  | 8 aout 2001      | Indépendant     |
| 4   |          | Khandu Wangchuk (né en 1950) | 8 aout 2001      | 14 aout 2002     | Indépendant     |
| 5   |          | Kinzang Dorji (né en 1951)   | 14 aout 2002     | 30 aout 2003     | Indépendant     |
| (1) |          | Jigme Thinley (né en 1952)   | 30 aout 2003     | 18 aout 2004     | Indépendant     |
| (3) |          | Yeshey Zimba (1952-2024)     | 18 aout 2004     | 5 septembre 2005 | Indépendant     |
| (2) |          | Sangay Ngedup (né en 1953)   | 5 septembre 2005 | 7 septembre 2006 | Indépendant     |
| (4) |          | Khandu Wangchuk (né en 1950) | 7 septembre 2006 | 31 juillet 2007  | Indépendant     |

### Sous le règne deJigme Khesar Wangchuk
| N°  | Portrait | Nom (Naissance-Mort)           | Élections | Début du mandat   | Fin du mandat     | Parti Politique |
| --- | -------- | ------------------------------ | --------- | ----------------- | ----------------- | --------------- |
| (4) |          | Khandu Wangchuk (né en 1950)   | –         | 7 septembre 2006  | 31 juillet 2007   | Indépendant     |
| (5) |          | Kinzang Dorji (né en 1951)     | –         | 31 juillet 2007   | 9 avril 2008      | Indépendant     |
| (1) |          | Jigme Thinley (né en 1952)     | 2008      | 9 avril 2008      | 28 avril 2013     | DPT             |
| –   |          | Sonam Tobgye (né en 1949)      | Intérim   | 28 avril 2013     | 27 juillet 2013   | Indépendant     |
| 6   |          | Tshering Tobgay (né en 1965)   | 2013      | 27 juillet 2013   | 9 août 2018       | PDP             |
| –   |          | Tshering Wangchuk (né en ?)    | Intérim   | 9 août 2018       | 7 novembre 2018   | Indépendant     |
| 7   |          | Lotay Tshering (né en 1969)    | 2018      | 7 novembre 2018   | 1er novembre 2023 | DNT             |
| –   |          | Chogyal Dago Rigdzin (né en ?) | Intérim   | 1er novembre 2023 | 28 janvier 2024   | Indépendant     |
| (6) |          | Tshering Tobgay (né en 1965)   | 2023      | 28 janvier 2024   | en cours          | PDP             |